# Wiljo Tuompo
Wiljo Einar Tuompo, född 23 september 1893 i Borgnäs, död 25 november 1957 i Helsingfors, var en finländsk militär och författare. 
Tuompo anslöt sig 1915 till Preussiska jägarbataljonen 27, var under finska inbördeskriget 1918 kompanichef, därefter bland annat kommendör för Finlands vita garde (1929) och för gränsbevakningen (1935–1945). Under vinterkriget förde han befälet över den nordfinska gruppen och var under fortsättningskriget chef för Högkvarterets kommandostab. Han blev generallöjtnant 1941, tog avsked 1945 och var efter en vistelse i Sverige 1945–1948 från 1950 direktör för en av affärsbanken Kansallis-Osake-Pankkis filialer i Helsingfors. 
Tuompo gav ut flera böcker, bland annat Suomen jääkärit (1918, svensk översättning: De finländska jägarne, samma år) och Sukellusveneellä UC 57 vapaussotaan (1934). Postumt utkom hans memoarer Sotilaan tilinpäätös (1967) och året därpå gavs hans dagbok ut, under titeln Päiväkirjani päämajasta 1941–44, som skildrar hans tid som chef för Högkvarterets kommandostab.